# Гргинац
Гргинац је насељено место у саставу општине Велико Тројство, Бјеловарско-билогорска жупанија, Република Хрватска.

## Историја
До територијалне реорганизације у Хрватској, налазио се у саставу старе општине Бјеловар.

## Становништво
На попису становништва 2011. године, Гргинац је имао 231 становника.

## Попис1991.
На попису становништва 1991. године, насељено место Гргинац је имало 286 становника, следећег националног састава:
| Попис 1991.‍  | Попис 1991.‍  | Попис 1991.‍ | Попис 1991.‍ | Попис 1991.‍ |
| ------------ | ------------ | ----------- | ----------- | ----------- |
|              |              |             |             |             |
| Хрвати       | Хрвати       |             | 215         | 75,17%      |
| Срби         | Срби         |             | 50          | 17,48%      |
| Југословени  | Југословени  |             | 9           | 3,14%       |
| Словаци      | Словаци      |             | 1           | 0,34%       |
| неопредељени | неопредељени |             | 8           | 2,79%       |
| регион. опр. | регион. опр. |             | 1           | 0,34%       |
| непознато    | непознато    |             | 2           | 0,69%       |
| укупно: 286  |              |             |             |             |